# KPMG
KPMG 인터내셔널 협동조합(KPMG International Cooperative)는 1818년 영국에서 출범한 William Barclay Peat & Co.를 시작으로 154개국에 20만여명의 전문가를 두고, 회계와 경영컨설팅을 주력으로 하는 다국적 기업이다.

## 개요
KPMG는 1870년 영국에서 출범한 William Barclay Peat & Co.를 시작으로 154개국에 20만여명의 전문가를 두고, 회계와 경영컨설팅을 주력으로 하는 다국적 기업이다.
딜로이트, 프라이스워터하우스쿠퍼스, 언스트 엔 영과 함께 세계 4대 회계법인 (Big Four)를 이루고 있다.
법률적인 구조는 회원사들이 독립체로 운영되는 스위스 협동조합이며, 주요 업무는 기업의 회계감사, 경영컨설팅, 세무 관련 서비스, 인수·합병과 구조조정을 비롯한 자문 서비스 등이다.
2012년에는 글로벌 리서치 회사인 유니버섬의 조사 결과 세계에서 가장 매력적인 기업에서 구글에 이어 2위에 올랐고, 2017년에는 포춘에서 선정한 가장 일하기 좋은 100대 기업에서 29위를 차지했다.

## 명칭
KPMG라는 이름은 KPMG로 합병된 회계법인을 설립하거나 재적했던 4명의 파트너의 이름을 따서 지었으며, "Klynveld Peat Marwick Goerdeler"의 약자이다.
- K

Piet Klynveld의 K. 1917년 암스테르담에서 Klynveld Kraayenhof & Co.를 설립한 인물.
- P

William Barclay Peat의 P. 1870년 런던에서 William Barclay Peat & Co.를 설립한 인물.
- M

James Marwick의 M. 1897년 뉴욕에서 Marwick Mitchell & Co.를 설립한 인물.
- G

Dr. Reinhard Goerdeler의 G. 1897년 독일에서 설립된 Deutsche Treuhand-Gesellschaft (DTG)의 회장. 4개 회사의 합병에 크게 기여했으며 합병 후 회장이 된 인물.

## 같이 보기
- 4대 회계사무소
- 회계감사
- FTSE 100 지수